# Escritório Federal de Estatísticas

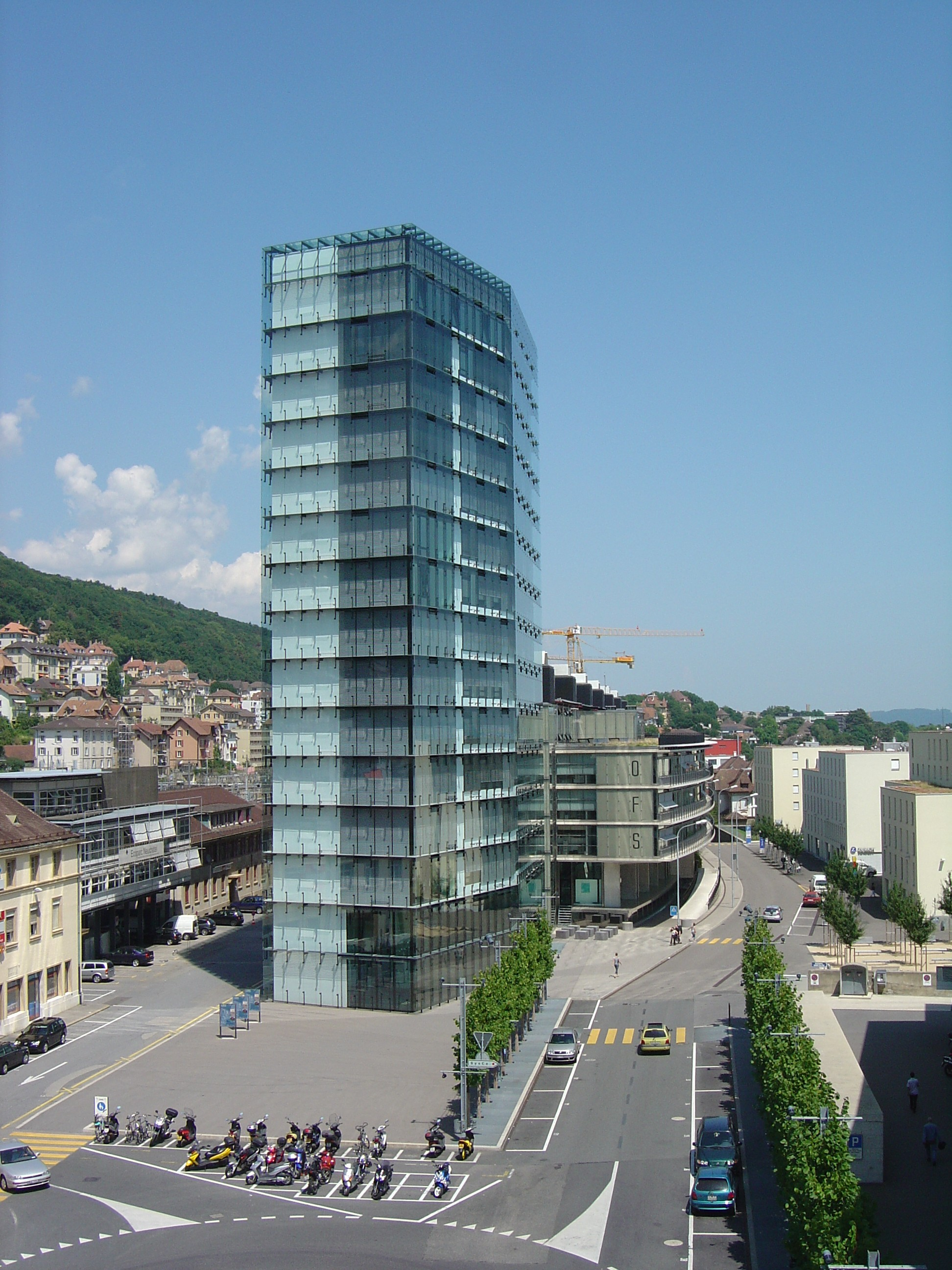
OFS

O Escritório Federal de Estatísticas (Al: Bundesamt für Statistik (BFS), Fr: Office fédéral de la statistique (OFS), It: Ufficio federale di statistica (UST) ) - que  parte integrante do Departamento Federal do Interior, e cuja sede se encontra em Neuchâtel - é um organismo do Conselho Federal Suíço responsável das estatísticas a nível nacional.
Pelas suas funções mantém relações estreitas não só com os meios políticos, mas também com o económico e mesmo científico.

## História
Com o estabelecimento do estado federal que é a Confederação Helvética, a estatística torna-se uma função do Departamento Federal do Interior sob o controlo de Stefano Franscini em 1850, o qual manda realizar o primeiro recenseamento nacional da população, que passa a ser obrigatória todos os 10 anos a partir de 1860. Em 1992 é criada uma estatística federal que é o que é feito actualmente. Em 2002 é votada uma Foro que visa a formular os princípios de ética profissional geral que repousam sobre os princípios internacionais, mas tendo em linha de conta as particularidades da Suíça. Aliás um acordo é concluído com a União Europeia em 2007 para troca e cooperação de informações estatísticas .

## Domínios de aplicação
O OFS produz e publica informações estatísticas sobre os estados, e a sua evolução, a população, a economia, e o meio-ambiente. Na realidade são 21 os domínios abrangidos como explicado nos temas do OFS .